# Havenarts
Een havenarts is een arts die opvarenden van schepen en platforms behandelt óf aan boord van schepen en platforms óf op de praktijk zelf. Tevens keurt en vaccineert hij zeelieden. Daarbij is hij ook sociaalgeneeskundige voor die zeelieden, dat wil zeggen dat hij naast behandeling een bindend oordeel geeft over de arbeidsgeschiktheid van diezelfde zeelieden. Dit impliceert dat een havenarts niet alleen een deskundigheid moet bezitten wat betreft de behandeling van zieken maar tevens over een uitgebreide kennis moet beschikken van de werkzaamheden van opvarenden op allerlei typen schepen en de gevolgen van arbeidsongeschiktheid (geheel of gedeeltelijk) van die zeelieden voor de schepen waarop ze varen en voor de patiënten zelf.
Er bestaat geen opleiding voor havenarts. De huidige havenartsen in Nederland (anno 2007) hebben een opleiding tot huisarts gevolgd. Door affiniteit met de scheepvaart, bijscholingen en praktijkervaring zijn ze geworden tot wat ze nu zijn. Het beroep havenarts is geen erkend specialisme.

## Verschillen met een huisarts
Er zijn overeenkomsten en verschillen tussen het beroep huisarts en het beroep havenarts:
1. Een Nederlandse huisarts ziet over het algemeen patiënten die in Nederland wonen. Deze patiënten hebben nagenoeg allemaal een elektronisch dossier waarin hun voorgeschiedenis staat. De huisarts is bekend met de familieomstandigheden van zijn patiënten. Een havenarts ziet mensen uit vele landen (2007: meer dan zeventig nationaliteiten, waarvan meer dan vijftig procent uit Azië). Er is geen voorgeschiedenis bekend. Veel zeelieden komen uit landen waar de gezondheidszorg voor de gewone man minder goed is dan in Nederland. Taalbarrières en cultuurverschillen kunnen een belemmering in het contact zijn.
2. Een huisarts leert tijdens zijn opleiding te leven met onzekerheden. Hij hoeft lang niet altijd meteen na het eerste onderzoek precies te weten wat de patiënt mankeert. Het tijdsverloop, met zo nodig nieuwe onderzoeken, maakt veel duidelijk.
Een havenarts heeft die mogelijkheid niet. Hij ziet zijn patiënten meestal maar één keer. Belangrijk is niet alleen snel te ontdekken wat de patiënt mankeert maar ook of het verantwoord is de zieke aan boord te houden. Verkeerd inschatten kan ernstige problemen opleveren voor de boot en/of de patiënt zelf.
3. Een huisarts heeft te maken met aandoeningen die normaal in Nederland voorkomen. De opleiding tot huisarts is niet zo zeer gericht op voor de huisarts zeldzame ziekten zoals tuberculose, tropenziekten en geslachtsziekten. Een havenarts moet die aandoeningen juist veel hoger in zijn overwegingen zetten.
4. De kwantiteit van het aanbod verschilt. De huisarts ziet weinig zware traumatologie, onder andere in verband met het 112-nummer, terwijl de havenarts er regelmatig mee te maken krijgt. Metaalspatten in het hoornvlies ziet een huisarts hoogstens een paar keer per jaar terwijl de havenarts die vele keren per maand ziet.
5. Hoewel een huisarts de informatie die een patiënt verschaft kritisch moet beoordelen ligt dat in de scheepvaart nog gevoeliger. Zowel simulatie als dissimilatie komen vaker voor.
6. Een huisarts geeft zijn patiënten desgewenst adviezen wat betreft de wijze en het tijdstip waarop de patiënt mag werken. De patiënt kan kiezen of hij zich iets van die adviezen aantrekt. Uiteindelijk beslist de controlearts over de arbeidsgeschiktheid.
De havenarts is naast behandelend arts tevens bedrijfsarts en controlearts van de zeeman. De zeeman zal zich aan het oordeel van de havenarts moeten houden.
7. Een huisarts is gebonden aan zijn beroepsgeheim. Hij mag alleen inlichtingen geven over een patiënt als die er schriftelijk toestemming voor gegeven heeft. Een havenarts rapporteert zijn bevindingen en adviezen aan de kapitein van de boot waarop de patiënt werkt.